# Patinoire des Mélèzes
La patinoire des Mélèzes est une patinoire couverte de Suisse, située à La Chaux-de-Fonds, dans le canton de Neuchâtel. Elle accueille les matchs à domicile du Hockey Club La Chaux-de-Fonds.

## Histoire
Inaugurée provisoirement en décembre 1953 avec un match amical contre le CP Zurich, la patinoire des Mélèzes est achevée pour l’ouverture de la saison 1954-1955, malgré plusieurs retards dans la réalisation des travaux,,.
Le HC La Chaux-de-fonds remporte son premier titre national à l’issue de la saison 1967-1968, impulsant la décision de construire un toit pour abriter le champ de glace et les tribunes,.
La nouvelle structure est inaugurée le 10 septembre 1969 par un match de gala opposant l’équipe de Suisse au Canada. Elle est le théâtre des succès de l’équipe locale pour les cinq années suivantes, les Chaux-de-Fonniers remportant le championnat sans discontinuer jusqu’en 1973.
La relégation du sextuple champion à l'issue de la saison 1979-1980 ouvre un ère moins faste pour le sport de glace Chaux-de-Fonnier. Quelques travaux sont cependant entrepris pour maintenir les installations aux standards de l'époque. Ainsi les vétustes bandes en bois sont remplacées par du synthétique en 1981, la structure en acier du toit est remplacée par de l’aluminium en 1983, et une deuxième piste de glace, en extérieur, est construite en 1987,,.
Le retour du HCC en LNA, en 1996, permet une rénovation de la patinoire pour répondre aux normes de la ligue et porter le nombre maximal de spectateurs à 7000. Cependant, l’équipe ne parvient pas à se maintenir dans l’élite. Une relégation en 1998, suivie d’un bref retour en LNA pour le saison 2000-2001, ouvrent une longue période en deuxième division pour les Chaux-de-Fonniers. La patinoire vieillissante est maintenue en état par des investissements ponctuels. Le système de refroidissement est remplacé en 2006 et les gradins rénovés en 2009 pour améliorer la sécurité. Á cela s’ajoute en 2012 une nouvelle série d’amélioration pour les accès et les tribunes,,,,.
En 2024, les nouvelles ambitions de promotions du HCC amènent la ville à lancer un vaste projet de reconstruction, intégrant la patinoire et la piscine dans un complexe sportif moderne.